# カワムツ
カワムツ（川鯥、Nipponocypris temminckii）は、コイ科に分類される淡水魚の一種。西日本と東アジアに分布し、分布域ではオイカワやウグイなどと並んで身近な川魚の1つである。

## 形態

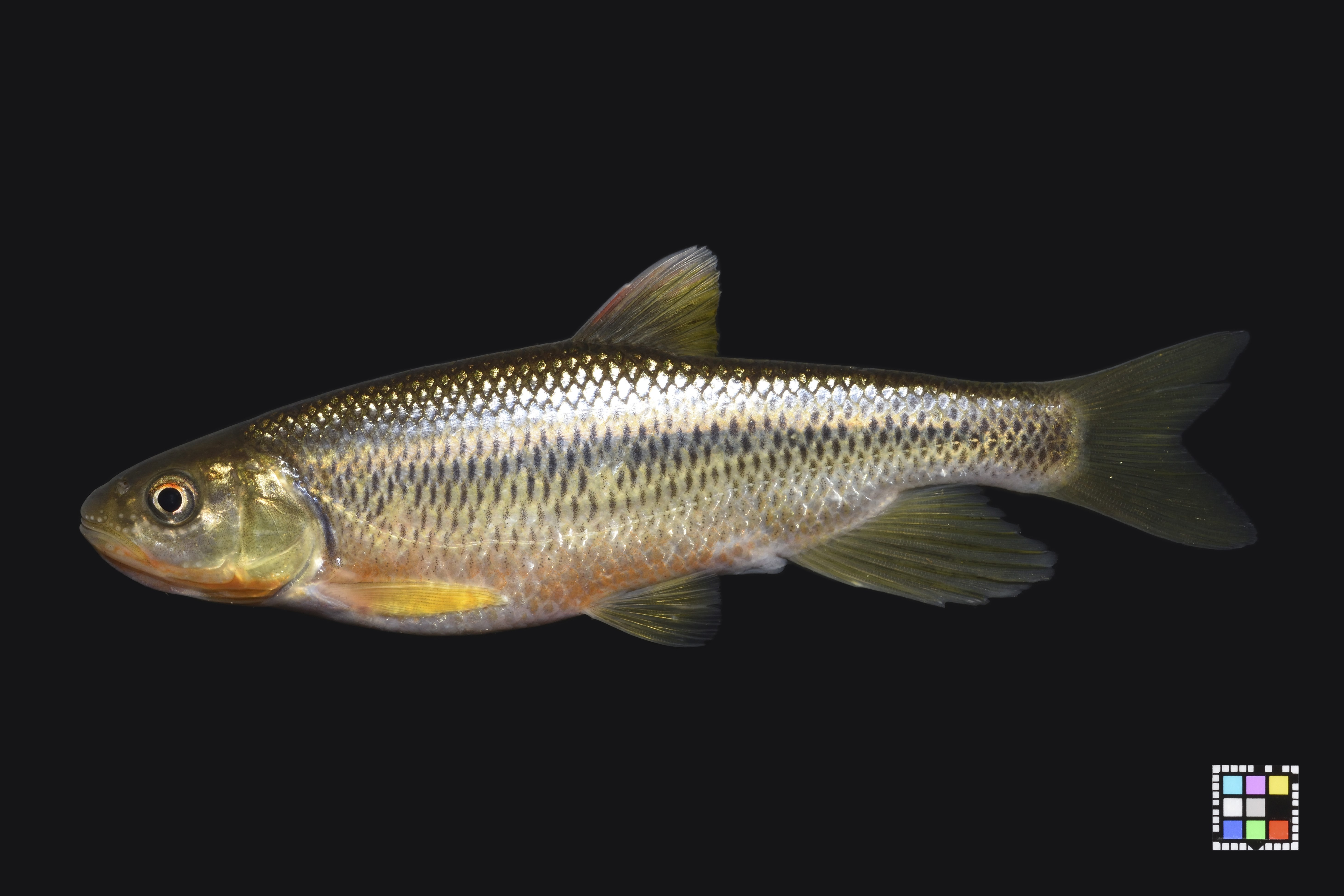
初夏、抱卵したカワムツのメス、福岡県。

成魚の体長は10-15cmほど。オスがメスより大きく、大型のオスでは全長20cm近くなることもある。
側面形は紡錘形。上から見るとオイカワに似ているが、胴体に対してひれが小さいほか、側扁が弱いために体幅が大きい。大型になるにつれて胴の太い箇所が次第に長くなり、魚雷型を呈するようになる。頭部は吻が非常に短く丸い、ずんぐりとした形状である。口は大きくへの字に裂けるが、ハスのように唇が折れ曲がってはいない。
背中は黄褐色で、体側には太い紺色の縦帯がある。背中の背びれの前には黄色の紡錘形の斑点が1つあり、胸びれと腹びれの前縁は黄色である。オイカワと同じく三角形の大きな尻びれをもつ。若魚やメスは体側から腹部にかけてが銀白色だが、成体のオスは喉から腹にかけてが赤く、顔に追星がある。
外見は近縁のヌマムツによく似ており、2000年頃まではヌマムツと同種と見なされていた。

## 分布
日本では能登半島と天竜川水系以西の本州、四国、九州に分布し、日本以外では朝鮮半島全域、中国にも分布する。台湾における分布は疑わしい。日本ではアユやゲンゴロウブナなど有用魚種に紛れて放流されることにより、東日本（関東地方、宮城県）にも分布を広げている。

## 生態

### 生息環境
川や湖沼などに生息するが、ヌマムツやオイカワよりも水がきれいな所を好み、その中でも水流が緩い所を好む。岸辺の植物が水面に覆いかぶさったような所に多く、人が近づくと茂みの陰へ逃げ込む。

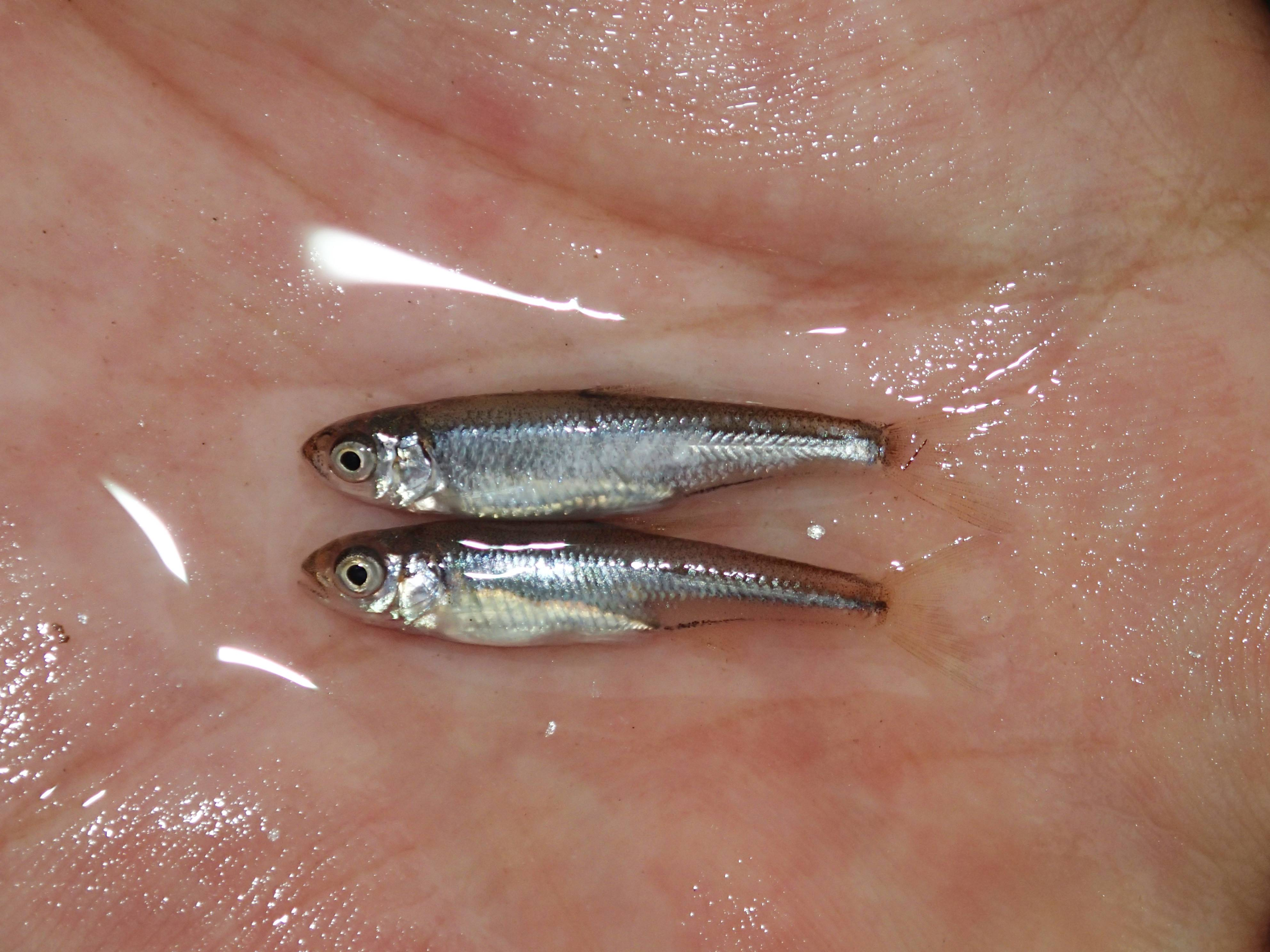
よく似たオイカワ（上）とカワムツ（下）の稚魚、福岡県。カワムツの臀鰭は薄く黄色味を帯びる。

川那部浩哉の宇川での研究によるとカワムツとオイカワが両方生息する川では、オイカワが流れの速い「瀬」に出てくるのに対し、カワムツは流れのゆるい川底部分「淵」に追いやられることが知られる。さらにこれにアユが混じると、アユが川の浅瀬部分に生息し、オイカワは流れの中心部分や淵に追いやられ、カワムツは瀬に追い出されてアユと瀬で共存する。
河川に住むカワムツは河川が改修されて平瀬が増えるとオイカワが増えてカワムツが減ることがわかっており、生物学の棲み分けの例として教科書等に載っている。ただし、近年は関東地方の河川ではオイカワからカワムツが優先種となる逆のパターンも見られ、これも河川改修等が原因と考えられることから、両者の関係には今後も注意すべきである。鮎に混じって放流されたカワムツが増加し元々生息していた在来魚が激減してしまった河川もある。また、河川改修による平坦化や農業用用水取水の影響による水量減少が原因となり、もともとは棲み分けをしているオイカワと産卵場所が重なることによる交雑も確認されている。

### 食性
食性については、水生昆虫や水面に落下した昆虫、底生動物を捕食するが、藻類や水草も食べる雑食性である。

### 生活史
繁殖期は5 - 8月で、この時期のオスは腹部の赤色部分が広い婚姻色となり、顔は赤黒く、追星がくっきりと現れる。成魚は昼の暑い時間帯に川の浅場に群がり、砂礫の中に産卵する。なお、産卵の際はカップリングできなかった若魚が群がり、卵を食べることがある。

## 利用
分布域では個体数が多い身近な川魚で、水遊びの相手や川釣りの外道としてなじみ深い。釣り方は、ウキ釣り、ミャク釣りなど。餌は練り餌、川虫、サシ、ミミズ、毛針、ブドウ虫（ブドウスカシバやシンクイムシ等の蛾の幼虫）など。あまり食用にはされないが、オイカワと同じく甘露煮や唐揚げなどに利用される。泳がせ釣り用の活き餌として釣られることもある。近年では、オイカワと同じく、フライフィッシングの対象となることもある。また、動くものによく反応するため、ルアーフィッシングの対象として人気が高まりつつある。
飼育には大型の蓋つき水槽が要る。丈夫で餌も特に選ばないが、他の魚に対しては攻撃的、人間に対しては臆病な性格であるため、注意する必要がある。

## 名称
ハヤ、ハエ（各地・混称）アカバエ、ヤマソ（北九州）モト（近畿地方）ハイジャコ(和歌山県)ムツ、モツ（琵琶湖沿岸）ブト（静岡県）ダンバエ（岡山県）アカマツ（香川県）など、各地に多くの方言呼称があるが、多くの地方でウグイやオイカワなどと一括りに「ハヤ」と呼ばれる。ハヤという俗称は動きが速いことに由来するといわれる。
なお、カワムツを初めてヨーロッパに紹介したのは長崎に赴任したドイツ人医師シーボルトで、オイカワの属名 "Zacco" は日本語の「雑魚」（ザコ）に由来する。このオイカワ属にはオイカワとカワムツとヌマムツが含まれていたが、2008年にカワムツとヌマムツがこのオイカワ属 (Zacco) から新属のカワムツ属 "Nipponocypris" に分離された。日本では2013年発行の『日本産魚類検索』第3版に準じてカワムツ属 "Candidia" とされることもあるが、これは本書独自の属名変更とされる（オイカワもハス属 "Opsariichthys"となる）。種小名 "temminckii " は、命名者の1人テミンクへの献名である。
2000年頃まではヌマムツと同種と扱われており、ヌマムツが「カワムツA型」、カワムツが「カワムツB型」と呼ばれていた。しかし、交雑がないこと、鱗が細かいこと（側線鱗数カワムツ46-55、ヌマムツ53-63）、体側の縦帯や胸びれと腹びれの前縁の違いや、カワムツが河川上中流などに住む流水適応型に対してヌマムツは用水路や支流、湖沼などの緩やかな流れを好む止水適応型であることなどから別種とされ、2003年にカワムツA型を和名「ヌマムツ」、カワムツB型を「カワムツ」とすることが決まった。